# Florence Colombani
Pour les articles homonymes, voir Colombani.
Florence Colombani est une journaliste, critique de cinéma, autrice et réalisatrice française née en 1979.
Comme autrice, elle écrit principalement des biographies de personnalités du cinéma. Elle a réalisé un unique film, L'Étrangère, sorti en 2007.

## Biographie
Florence Colombani est diplômée de l'université Paris Sorbonne-Paris IV et Science Po Paris[réf. nécessaire].
Critique de cinéma, elle collabore au Monde (de 2002 à 2005), à France Culture et au Point.
Elle est l'autrice de plusieurs ouvrages notamment sur le cinéma, dont le premier est une biographie d'Elia Kazan et le dernier paru, Les indomptables, est consacré à quatre grandes actrices du cinéma hollywoodien, Lana Turner, Ava Gardner, Lena Horne et Grace Kelly. 
Elle a en outre réalisé un long métrage, L'Étrangère, sélectionné en 2006 pour le tout nouveau concours des cinéastes au Festival de Locarno et sorti en 2007.

## Publications
- Elia Kazan. Une Amérique du chaos, Philippe Rey, 2004
- Proust-Visconti. Histoire d'une affinité élective, Philippe Rey, 2006[6]
- Woody Allen, Cahiers du cinéma, 2008
- Je ne puis demeurer loin de toi plus longtemps. Léopoldine Hugo et son père, Grasset, 2010[7]
- Roman Polanski. Vie et destin de l'artiste, Philippe Rey, 2010 (Prix du livre d'histoire du cinéma)[8]
- Marlon Brando, Cahiers du cinéma, 2013[9],[10]
- Leonardo DiCaprio, Cahiers du cinéma, 2015
- Les Indomptables, Fayard, 2017

## Filmographie
- 2007 : L'Étrangère (réalisatrice)[11],[12],[13]
- 2014 : Adieu au langage (actrice vocale)[14]